# 1775년 12월 31일 퀘벡 공격에서 몽고메리 장군의 죽음
1775년 12월 31일 퀘벡 공격에서 몽고메리 장군의 죽음(영어: The Death of General Montgomery in the Attack on Quebec, December 31, 1775)은 1786년에 미국인 화가 존 트럼불이 완성한 유화이다. 이 그림은 퀘벡 침공 중 퀘벡 전투에서 미국 장군 리처드 몽고메리를 묘사한다. 이 그림은 뉴헤이븐의 예일 대학교 미술관에 전시되어 있다. 이는 트럼불의 미국 독립 전쟁에 관한 일련의 국가 역사화 중 두 번째 작품으로, 첫 번째는 1775년 6월 17일 벙커 힐 전투에서 워렌 장군의 죽음이다.

## 역사

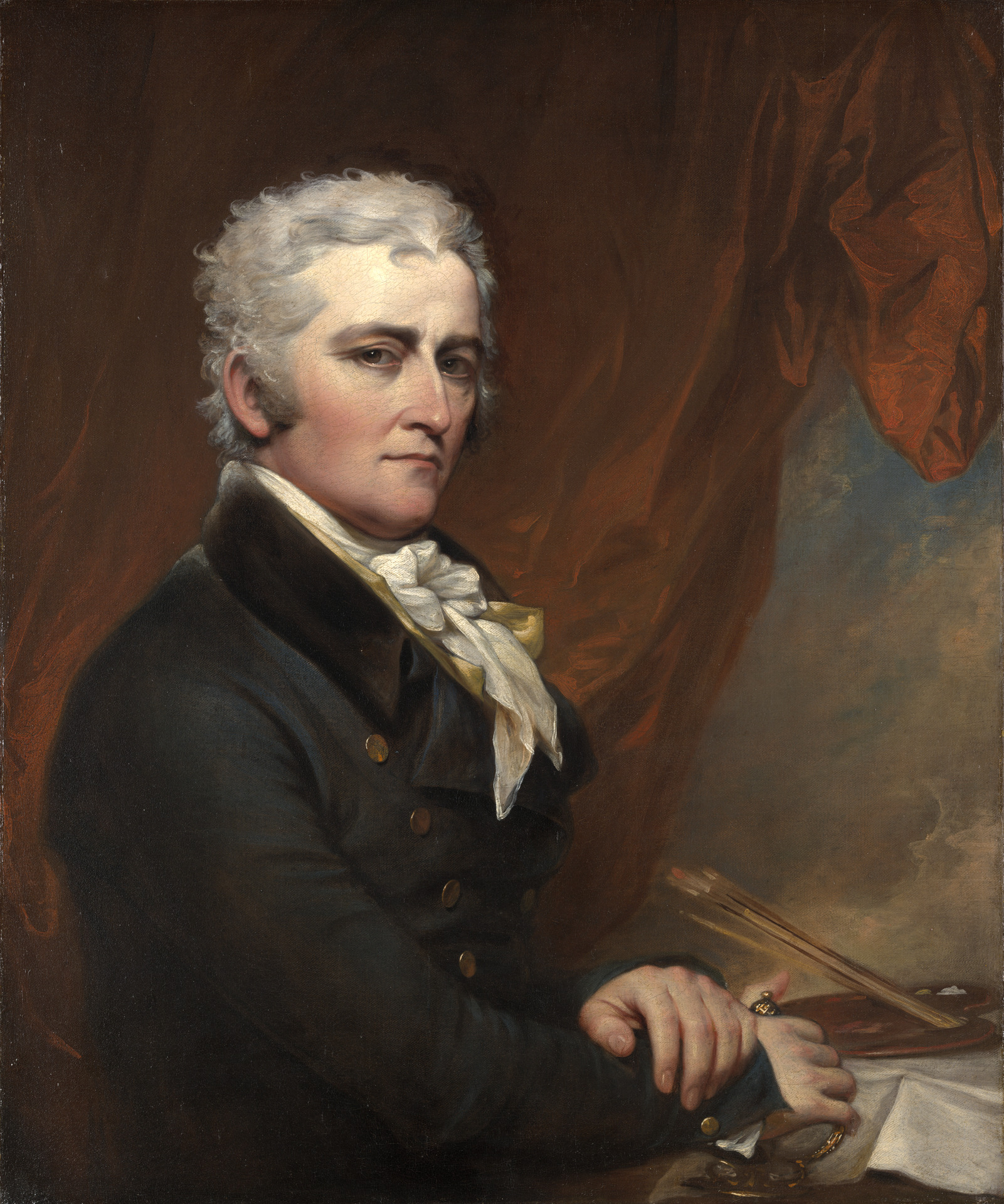
존 트럼불, 혁명의 화가, 자화상, c. 1802

트럼불은 1784년 조지 3세 국왕의 역사 화가였던 벤저민 웨스트에게 그림을 배우기 위해 런던으로 갔다. 울프 장군의 죽음과 같은 그림으로 유명한 웨스트는 트럼불에게 미국 독립 혁명의 위대한 사건들을 그리라고 제안했다. 첫 번째 작품은 1785년 가을에 시작하여 1786년 초에 완성된 "1775년 6월 17일 벙커 힐 전투에서 워렌 장군의 죽음"이었다. 두 번째 작품은 이 그림으로, 1786년 6월에 완성되었다. 두 그림 모두 웨스트의 런던 스튜디오에서 그려졌다.
1786년 7월, 트럼불은 토머스 제퍼슨의 초청으로 파리로 여행하여 오텔 드 랑제악에 머물렀는데, 당시 제퍼슨은 주프랑스 미국 공사였다. 제퍼슨은 이 두 작품에 "열렬한 지지"를 보냈고, 독립 선언의 초기 구성에 트럼불을 도왔다.

## 묘사
리처드 몽고메리 장군은 그림 중앙에서 밝게 빛나며 완전한 군복을 입고 있으며, 포도탄에 치명상을 입고 마티아스 오그덴의 부축을 받고 있다. 그들 앞에는 몽고메리의 부관 중 두 명인 제이콥 치즈먼 대위와 존 맥퍼슨 대위가 부서진 대포 근처 눈밭에 죽은 채 누워 있다. 몽고메리와 오그덴 뒤에는 사무엘 쿠퍼 중위와 도널드 캠벨 중령이 있다. 왼쪽에는 존 험프리스 중위와 오나이다족 족장 조지프 루이스 쿡 (일명 "조지프 루이스 대령")이 토마호크를 치켜든 모습으로 그려져 있다. 리턴 J. 미그스 소령은 사무엘 워드 대위와 윌리엄 헨드릭스 대위와 함께 몽고메리의 죽음에 충격을 받은 모습으로 왼쪽 전경에 있다. 맨 오른쪽에는 제1 펜실베이니아 연대의 윌리엄 톰슨 대령이 있다.
미술사학자 폴 스타이티는 오그덴이 전투 중에 베네딕트 아널드와 함께 도시의 다른 부분을 공격하고 있었고, 몽고메리의 부관인 에런 버가 대신 묘사되었어야 한다고 지적한다. 역사학자 낸시 아이젠버그는 버가 장군의 시신을 수습하려 했다는 증거가 있지만, 그 정확성에 대한 의문도 제기한다.
트럼불은 1835년 예일 대학교에서 전시된 자신의 작품 목록에서 이 장면을 다음과 같이 묘사했다.
| “ | 슬픔과 놀라움이 다양한 인물들의 얼굴에 나타난다. 눈으로 덮인 대지, 잎사귀가 벗겨진 나무들, 겨울의 황량함, 그리고 밤의 어둠이 이 장면의 우울한 분위기를 고조시킨다. | ” |

## 다른 버전
1834년에 그려진 대형 버전 (72 1⁄2 인치 (184 cm) x 108 1⁄16 인치 (274.5 cm))은 하트퍼드 (코네티컷주)에 있는 워즈워스 애서니엄이 소유하고 있다. 요한 프레데리크 클레멘스는 1798년에 "1775년 12월 퀘벡 공격에서 몽고메리 장군의 죽음"이라는 제목의 버전을 조각했다. 크리스티안 빌헬름 케터리누스는 클레멘스의 판화에서 복사한 "퀘벡에서 몽고메리 장군의 죽음"이라는 버전을 1808년에 조각하여 출판했다.

## 비평
이 작품의 구성은 1770년에 완성된 웨스트의 울프 장군의 죽음과 비교되는데, 이 작품은 1759년 9월 13일 퀘벡 (도시)에서 일어난 아브라함 평원 전투를 묘사한다. 두 작품 모두 영웅적인 장군들의 죽음을 보여준다.
존 싱글턴 코플리의 두 작품, 채텀 백작의 죽음 (1781년)과 1781년 1월 6일 피어슨 소령의 죽음 (1783년)의 영향도 언급되었다.

## 갤러리

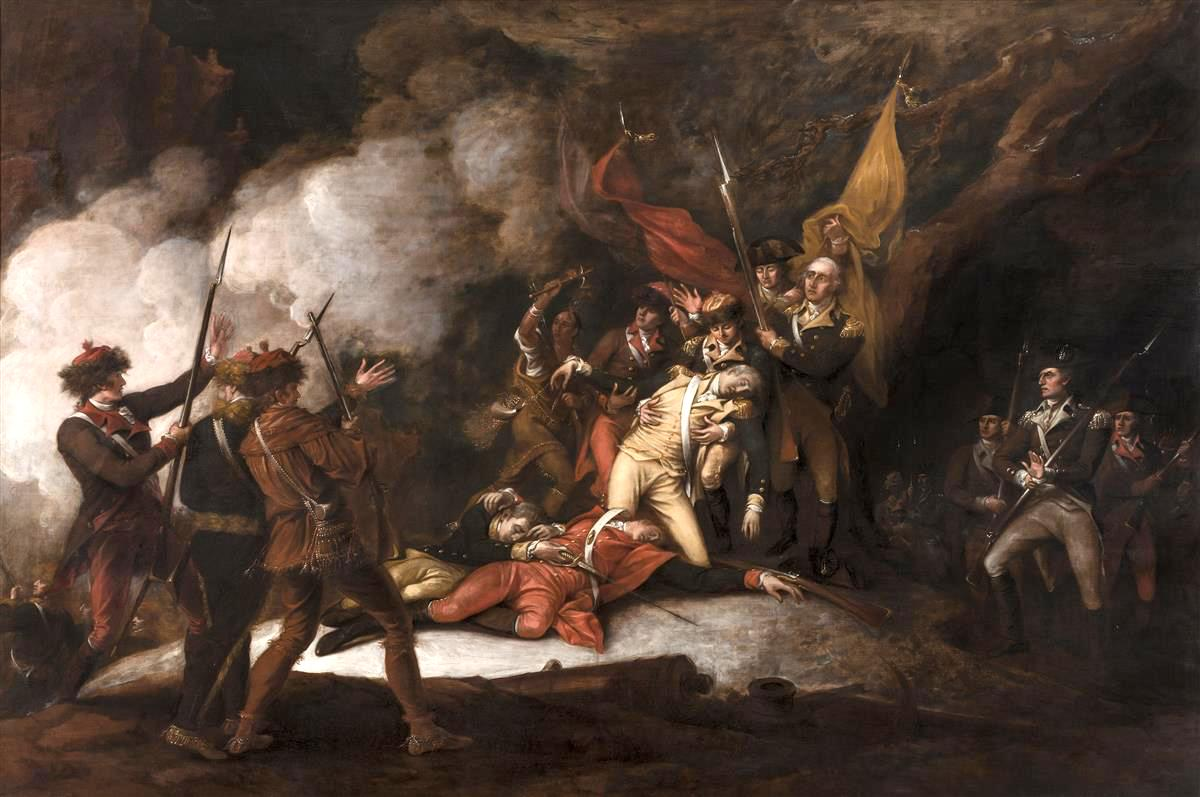
1775년 12월 31일 퀘벡 공격에서 몽고메리 장군의 죽음 존 트럼불, 1834년, 워즈워스 애서니엄
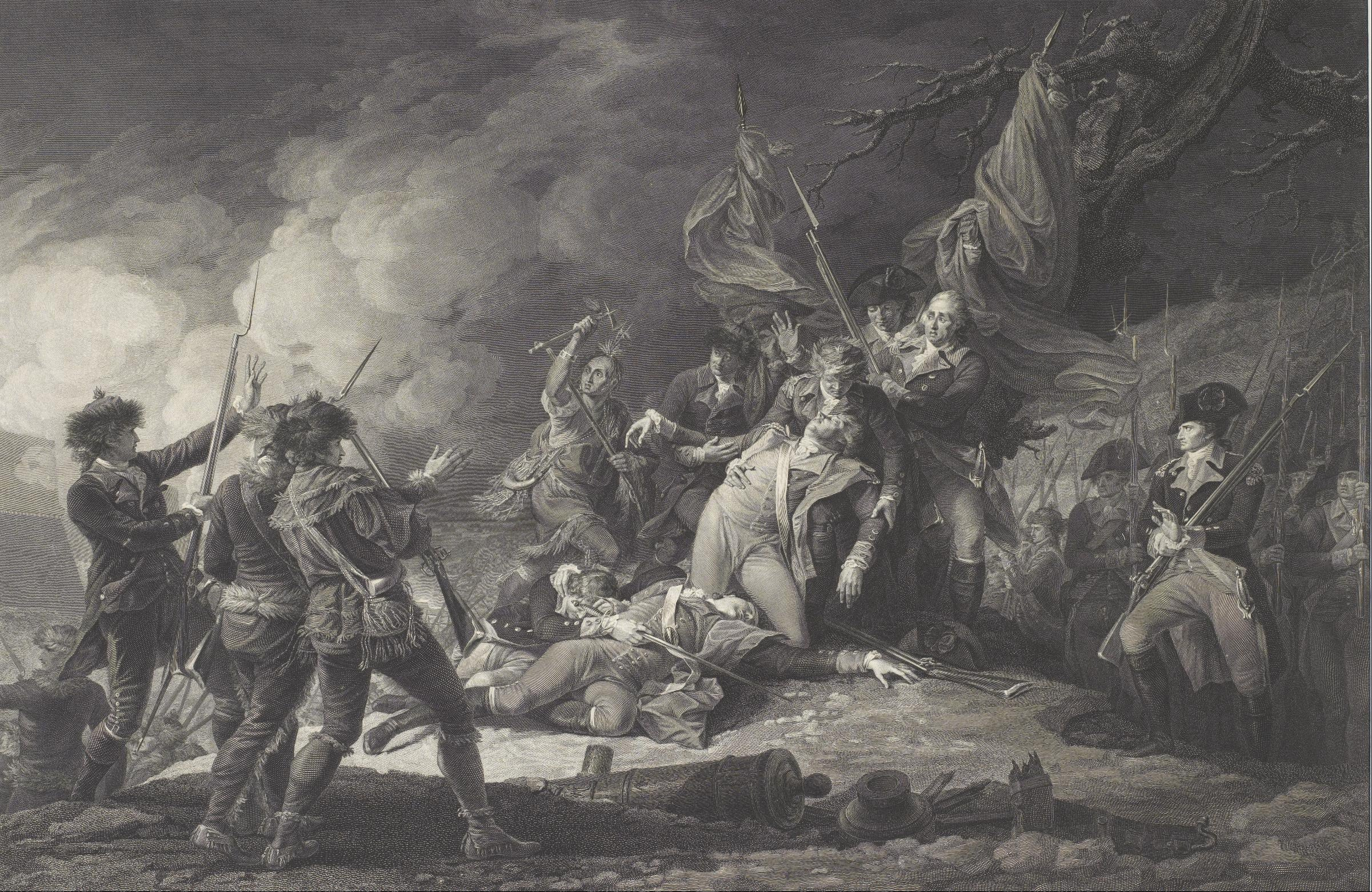
1775년 12월 퀘벡 공격에서 몽고메리 장군의 죽음 요한 프레데리크 클레멘스, 1798년, 휴스턴 미술관
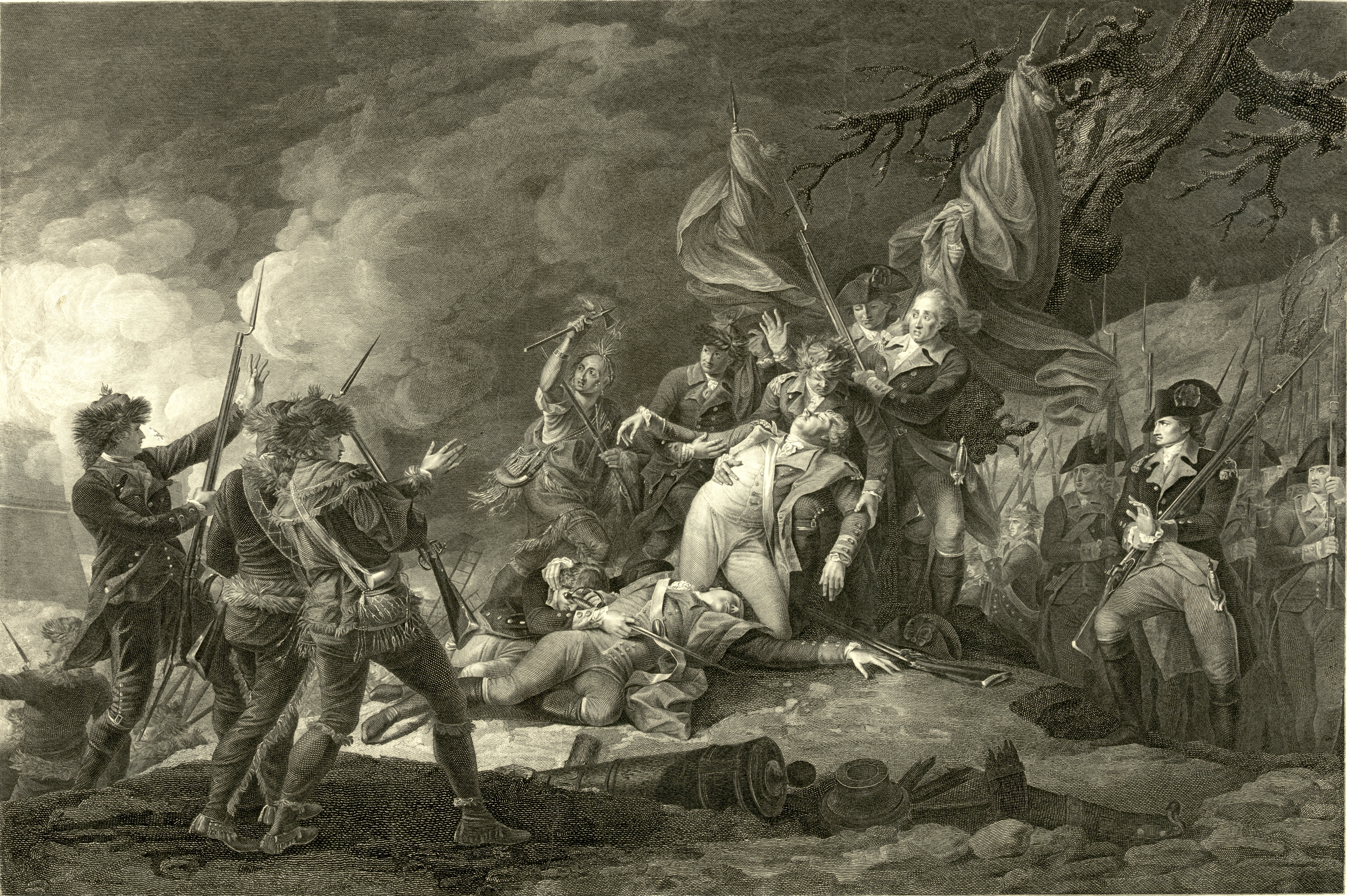
퀘벡에서 몽고메리 장군의 죽음 W. 케텔리누스, 1808년, 미국 의회도서관
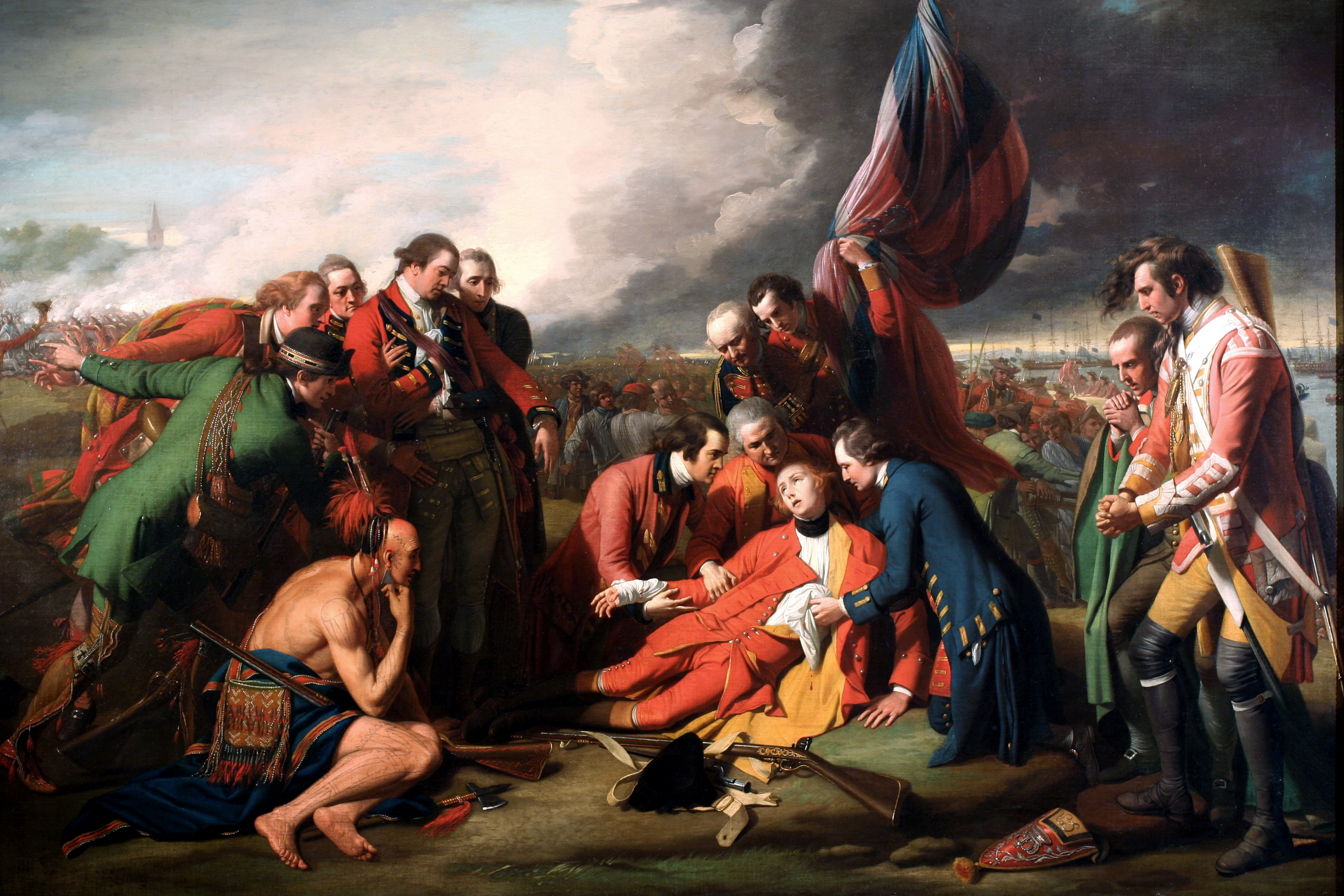
울프 장군의 죽음 벤저민 웨스트, 1770년, 캐나다 국립미술관
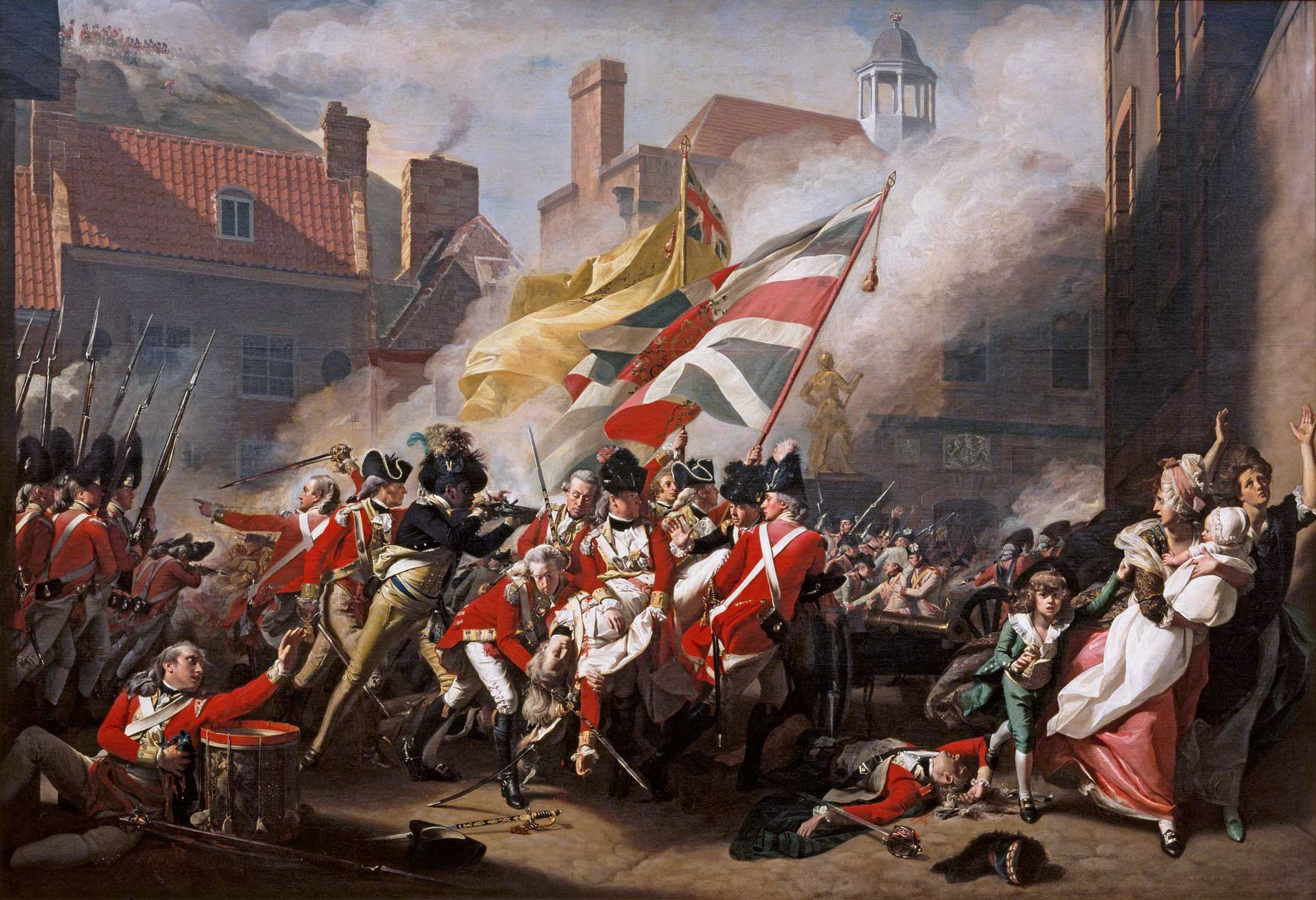
1781년 1월 6일 피어슨 소령의 죽음 존 싱글턴 코플리, 1783년, 테이트 브리튼